# Échenoz-la-Méline
Échenoz-la-Méline és un municipi francès situat al departament de l'Alt Saona i a la regió de Borgonya - Franc Comtat. L'any 2007 tenia 3.006 habitants.

## Demografia

### Població
El 2007 la població de fet d'Échenoz-la-Méline era de 3.006 persones. Hi havia 1.283 famílies, de les quals 368 eren unipersonals (146 homes vivint sols i 222 dones vivint soles), 416 parelles sense fills, 388 parelles amb fills i 111 famílies monoparentals amb fills.
La població ha evolucionat segons el següent gràfic:
Habitants censats

### Habitatges
El 2007 hi havia 1.407 habitatges, 1.300 eren l'habitatge principal de la família, 23 eren segones residències i 85 estaven desocupats. 1.014 eren cases i 393 eren apartaments. Dels 1.300 habitatges principals, 856 estaven ocupats pels seus propietaris, 431 estaven llogats i ocupats pels llogaters i 13 estaven cedits a títol gratuït; 13 tenien una cambra, 90 en tenien dues, 220 en tenien tres, 334 en tenien quatre i 643 en tenien cinc o més. 1.060 habitatges disposaven pel capbaix d'una plaça de pàrquing. A 619 habitatges hi havia un automòbil i a 585 n'hi havia dos o més.

### Piràmide de població
La piràmide de població per edats i sexe el 2009 era:
| Homes | Edats   | Dones |
| ----- | ------- | ----- |
| 0     | 95 o +  | 4     |
| 0     | 90 a 94 | 20    |
| 28    | 85 a 89 | 48    |
| 36    | 80 a 84 | 16    |
| 28    | 75 a 79 | 60    |
| 64    | 70 a 74 | 76    |
| 44    | 65 a 69 | 68    |
| 64    | 60 a 64 | 40    |
| 48    | 55 a 59 | 64    |
| 120   | 50 a 54 | 68    |
| 104   | 45 a 49 | 120   |
| 124   | 40 a 44 | 92    |
| 128   | 35 a 39 | 152   |
| 96    | 30 a 34 | 76    |
| 100   | 25 a 29 | 52    |
| 40    | 20 a 24 | 104   |
| 116   | 15 a 19 | 64    |
| 76    | 10 a 14 | 124   |
| 108   | 5 a 9   | 84    |
| 56    | 0 a 4   | 60    |

## Economia
El 2007 la població en edat de treballar era de 2.039 persones, 1.544 eren actives i 495 eren inactives. De les 1.544 persones actives 1.432 estaven ocupades (741 homes i 691 dones) i 111 estaven aturades (54 homes i 57 dones). De les 495 persones inactives 184 estaven jubilades, 191 estaven estudiant i 120 estaven classificades com a «altres inactius».

### Ingressos
El 2009 a Échenoz-la-Méline hi havia 1.350 unitats fiscals que integraven 3.135 persones, la mediana anual d'ingressos fiscals per persona era de 19.424 €.

### Activitats econòmiques
Dels 59 establiments que hi havia el 2007, 2 eren d'empreses alimentàries, 2 d'empreses de fabricació d'altres productes industrials, 16 d'empreses de construcció, 13 d'empreses de comerç i reparació d'automòbils, 2 d'empreses de transport, 3 d'empreses d'hostatgeria i restauració, 1 d'una empresa financera, 2 d'empreses immobiliàries, 6 d'empreses de serveis, 6 d'entitats de l'administració pública i 6 d'empreses classificades com a «altres activitats de serveis».
Dels 21 establiments de servei als particulars que hi havia el 2009, 1 era una oficina d'administració d'Hisenda pública, 1 funerària, 4 tallers de reparació d'automòbils i de material agrícola, 1 autoescola, 3 paletes, 3 guixaires pintors, 3 fusteries, 1 lampisteria, 2 perruqueries, 1 restaurant i 1 agència immobiliària.
Dels 3 establiments comercials que hi havia el 2009, 1 era una botiga de menys de 120 m², 1 una fleca i 1 una botiga de roba.
L'any 2000 a Échenoz-la-Méline hi havia 4 explotacions agrícoles.

## Equipaments sanitaris i escolars
El 2009 hi havia 1 farmàcia i 1 ambulància.
El 2009 hi havia 2 escoles maternals i 2 escoles elementals.

## Poblacions més properes
El següent diagrama mostra les poblacions més properes.